# Psittacanthus pilanthus
Psittacanthus pilanthus är en tvåhjärtbladig växtart som beskrevs av Kuijt. Psittacanthus pilanthus ingår i släktet Psittacanthus och familjen Loranthaceae. Inga underarter finns listade i Catalogue of Life.